# Sigismund Gleispach
‎Sigismund Gleispach, avstrijski jezuit, filozof in teolog, * 3. januar 1633, Gradec, † 24. december 1703, Leoben.
Bil je rektor Jezuitskega kolegija v Ljubljani (2. julij 1672 - 22. oktober 1675) in v Linzu (15. januar 1697-8. marec 1700).